# 河孖
河孖是小孩子玩多人游戏前（例如，踢足球、打篮球等），进行随机分组或分队的一种游戏方法。主要流行于粤语地区。

## 玩法
所有孩子围成一圈，右手手掌五指并拢抚左胸为准备动作，一起喊口令“河孖”，随口令最后一字叫出，所有人同时伸出右手。可以手掌掌心朝上伸出，或手掌掌心朝下伸出。此时，所有掌心朝上的为一组；掌心朝下的为另一组。如果分组不平均，则重复以上过程，直至平均为止。